# Patrick Hayman

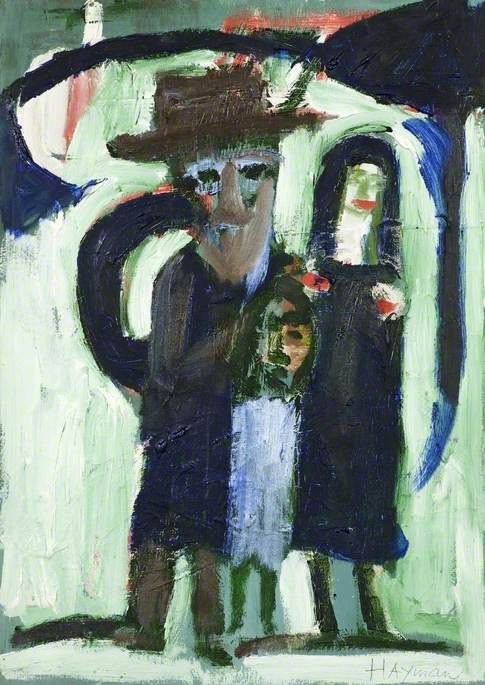
A Family in dark clothes: une création de Patrick Hayman

Patrick Hayman (1915-1988) est un artiste anglais qui a utilisé différents médias, notamment la peinture, le dessin et les assemblages en trois dimensions. Bien qu'il n'ait vécu que quelques années en Cornouailles, il a été associé avec « l'école de St Ives » de peinture et sculpture.
Hayman a affirmé avoir été incité à peindre par Robert Nettleton Field, professeur à l'école d'art de Dunedin, en Nouvelle-Zélande, où il a vécu dans sa jeunesse. Il y a fréquenté dans les années 1930 un groupe de jeunes artistes qui ont développé le premier modernisme proprement néo-zélandais. Colin McCahon, notamment, est resté en contact avec Hayman ; comme lui, il a intégré des textes dans ses œuvres.
Hayman a eu une fille en Nouvelle-Zélande en 1942, Christina Conrad, elle aussi artiste, réalisatrice et poète.